# Посткино
Посткино — деревня в Струго-Красненском районе Псковской области России. Входит в состав сельского поселения «Новосельская волость».

## География
Находится на северо-востоке региона, в центральной части района, в лесной местности около,. Произрастает ель, берёза.
Уличная сеть не развита.

## История
Первое упоминание — 1498 г. как дер. Посткино Чайковского погоста Шелонской пятины.
В 1941—1944 гг. — в фашистской оккупации.
Согласно Закону Псковской области от 28 февраля 2005 года деревня Посткино вошла в состав образованного муниципального образования Новосельская волость.

## Население
| 2001 | 2002 | 2010 | 2011 |
| ---- | ---- | ---- | ---- |
| 18   | ↘12  | ↘8   | ↗9   |

В 1498 г. — 2 дв.; дер. Посткина: в 1786 г. — 22 души муж. пола; дер. Посткино: в 1821 г. — 7 дв. и 55 жит., в 1850 г. — 8 дв. и 60 жит., в 1868 г. — 10 дв. и 66 жит., в 1895 г. — 25 дв. и 143 жит., в 1914 г. — 26 дв. и 192 жит., в 1926 г. — 50 дв. и 235 жит. (хутор при дер. — 1 хоз. и 4 жит., бывш. имение Посткино — 3 дв. и 16 жит.), в 1928 г. — 266 жит., в 1939 г. — 21 дв., в 1941 г. — 28 дв. и 103 жит., в 1948 г. — 23 хоз. и 71 жит., в 1958 г. — 15 хоз. и 57 жит., в 1965 г. — 14 хоз. и 53
жит., в 1975 г. — 17 хоз. и 39 жит., в 2001 г. — 18 жит., в 2002 г. — 13 жит., в 2010 г. — 8 жит., в 2014 г. и в 2015 г. — 5 хоз. и 7 жит.; в 2013 г. — 17 домов, в 2014 г. — 17 домов, из них — 12 дачных и заброшенных домов.

## Инфраструктура
Почтовое отделение, обслуживающее д. Посткино, — 181150; расположено в волостном центре д. Новоселье.
В 1934-41, 1944-50 гг. действовал колхоз «Новый урожай». В 1950-59 гг. — бригада Посткино колхоза «Новая
жизнь», ставшая с 1959 г. бригадой Посткино совхоза «Красное»; имелась МТФ (1960, 1962), ферма по выращиванию молодняка КРС
(1966), животноводческая ферма (телятник) (1987, сейчас руины).
Районная больница (1944-46). Мелочная лавка (1896).
Существовала деревянная часовня Великомученицы Параскевы (1900—1938, сгорела в 1943)

## Транспорт
Деревня находится на дороге Новоселье — Яковлево.